# Proceso civil español
Se denomina Proceso civil español al objeto procesal que tienen las actuaciones procesales realizadas dentro de un litigio que se sustancia de conformidad a las normas jurídicas que regulan las relaciones jurídicas de los sujetos procesales, y la aplicación de leyes civiles a los casos concretos de controversia de las partes, en los juzgados y tribunales españoles.

## Diferencia conceptual con procedimiento civil
Normalmente se confunde entre proceso y procedimiento, y se usan como conceptos similares cuando difieren notoriamente. Se denomina Procedimiento civil a las actuaciones procesales propiamente dichas, o conjunto de actos procesales que el juez, las partes, o terceros han de realizar para solucionar el litigio o conflicto. El Proceso civil es el objeto procesal que tienen las actuaciones del procedimiento.